# Lõõdla
Lõõdla este o arie protejată (arie specială de conservare — SAC, sit de importanță comunitară — SCI) din Estonia întinsă pe o suprafață de 98,7 ha, integral pe uscat.

## Localizare
Centrul sitului Lõõdla este situat la coordonatele 57°52′10″N 26°39′10″E / 57.8694°N 26.6527°E.

## Înființare
Situl Lõõdla a fost declarat sit de importanță comunitară în aprilie 2004 pentru a proteja 2 specii de animale. Situl a fost protejat și ca arie specială de conservare în septembrie 2005.

## Biodiversitate
Situată în ecoregiunea boreală, aria protejată conține 1 habitat natural: Lacuri eutrofice naturale cu vegetație de tip Magnopotamion sau Hydrocharition.
La baza desemnării sitului se află mai multe specii protejate de  pești (2): zvârluga (Cobitis taenia), țipar (Misgurnus fossilis).